# Final da Copa Libertadores da América de 1999
A final da Copa Libertadores da América de 1999 foi a 40ª final da Libertadores da América, torneio continental organizado anualmente pela CONMEBOL. A decisão, realizada entre duas partidas, foi disputada entre o Palmeiras e o Deportivo Cali, da Colômbia. O clube brasileiro conquistou o torneio pela primeira vez em sua história.
Na primeira partida, em 2 de junho, o clube colombiano venceu em casa por 1 a 0.[carece de fontes?] Na partida de volta, em 16 de junho, no Palestra Itália, o Palmeiras reverteu a vantagem adversária e venceu por 2 a 1 no tempo complementar de jogo, levando a partida para a disputa de pênaltis, onde venceu por 4 a 3.
Com o título, o Palmeiras conquistou sua primeira Libertadores da América e o seu segundo título continental, após vencer a Copa Mercosul de 1998. Teve também o direito de disputar a Copa Intercontinental de 1999, contra o Manchester United, da Inglaterra, que venceu a Liga dos Campeões da UEFA de 1998–99.

## Antecedentes
A final da Libertadores de 1999 indicava que haveria um campeão inédito, já que nem o Palmeiras nem o Deportivo Cali haviam conquistado o torneio até então. A equipe palestrina foi vice em 1961 e 1968, enquanto a equipe colombiana foi vice em 1978. Essa foi a primeira, e até hoje única, vez que Palmeiras e Deportivo Cali se enfrentaram pela Libertadores.
| Equipe         | Aparições em finais anteriores (negrito indica vencedores) |
| -------------- | ---------------------------------------------------------- |
| Palmeiras      | 2 (1961, 1968)                                             |
| Deportivo Cali | 1 (1978)                                                   |

### Palmeiras
Classificado para a Libertadores de 1999 após vencer a Copa do Brasil de 1998, o Palmeiras caiu no Grupo 3 da competição, junto com o Cerro Porteño e o Olimpia, ambos do Paraguai, e o arquirrival Corinthians.
Sob o comando de Luiz Felipe Scolari, o Alviverde teve dificuldades para se classificar, conseguindo apenas na última rodada após vencer o Cerro Porteño de virada, no Palestra Itália. Assim, conseguiu somar 10 pontos, que foram suficientes para avançar de fase em segundo lugar do seu grupo. Foi em um dos jogos da fase de grupos contra o Corinthians, inclusive, que o então reserva Marcos assumiu a titularidade da equipe após lesão de Velloso, posto que teria até o fim da competição.

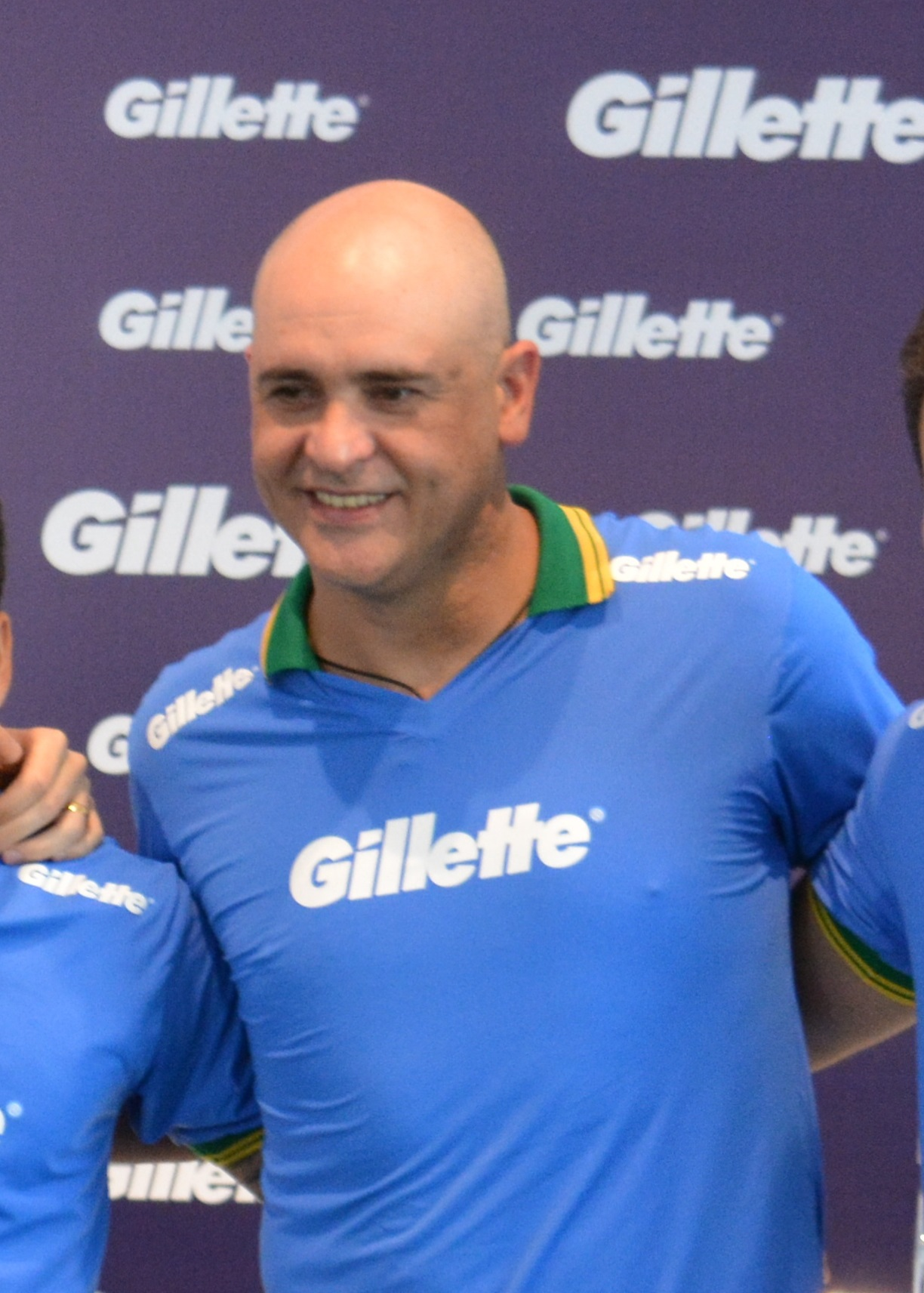
O goleiro Marcos emergiu durante a Libertadores de 99 para se consagrar na história do clube.

Pelas oitavas-de-final, enfrentou o então atual campeão Vasco da Gama, que, devido ao atual regulamento da Libertadores na época, tinha se classificado diretamente para a fase eliminatória do torneio. No jogo de ida, as duas equipes terminaram empatadas em 1 a 1. Na partida de volta, em São Januário, o Palmeiras contou com grande atuação do meia Alex para vencer os cariocas por 4 a 2 e se classificar para as quartas do torneio.
Nas quartas, o Palmeiras voltou a encarar o Corinthians, que tinha vencido o Jorge Wilstermann nas oitavas. As duas partidas foram no Estádio do Morumbi, e o Alviverde saiu na frente ao vencer por 2 a 0 na primeira partida. Apesar da vitória, o destaque foi o goleiro Marcos, que, com várias defesas difíceis, conseguiu manter o gol do Palmeiras sem ser vazado. Na partida de volta, os alvinegros devolveram o placar e a partida foi para os pênaltis, onde novamente a estrela do arqueiro brilhou, defendendo um pênalti de Vampeta e ajudando o Palmeiras a chegar às semifinais.
Pelas semifinais o Palmeiras encontraria o River Plate, que havia se sagrado tricampeão da Libertadores, três edições antes. Na partida de ida, no Monumental de Núñez, o Alviverde perdeu por 1 a 0, mas a derrota poderia ter sido muito mais larga, já que passou por um verdadeiro sufoco durante praticamente todo o jogo. O River, com nomes experientes e importantes do futebol argentino como Sorín, Gallardo, Saviola e Ángel bombardearam a meta alviverde, que contou, novamente, com uma noite iluminada do goleiro Marcos, que conseguiu evitar uma goleada com inúmeras defesas. Tal atuação é vista até hoje como uma das melhores da carreira de Marcos. Na volta, no Palestra Itália, o Palmeiras, contando mais uma vez com grande noite do meia Alex, reverteu o placar ao vencer por 3 a 0 e garantiu vaga para a terceira final de Libertadores da sua história, 31 anos depois.

### Deportivo Cali
Campeão do Campeonato Colombiano de 1998, o Deportivo Cali se juntou a Vélez Sarsfield e River Plate, da Argentina, e o conterrâneo Once Caldas no grupo 2 da Libertadores. Assim como o Palmeiras, classificou-se em segundo do seu grupo, com 9 pontos. Na trajetória até o final, obteve triunfos sobre o Colo-Colo, do Chile, nas oitavas, o Bella Vista, do Uruguai, nas quartas e o Cerro Porteño, do grupo do Palmeiras e do Paraguai, nas semis. Os colombianos tinham um bom time, com os destaques sendo o arrojado goleiro Dudamel, o zagueiro Yepes, o volante e capitão Zapata, e o artilheiro Bonilla.

### Caminhos até à final
| Equipe        | Pts | J | V | E | D | GP | GC | SG |
| ------------- | --- | - | - | - | - | -- | -- | -- |
| Corinthians   | 12  | 6 | 4 | 0 | 2 | 16 | 8  | +8 |
| Palmeiras     | 10  | 6 | 3 | 1 | 2 | 12 | 10 | +2 |
| Cerro Porteño | 7   | 6 | 2 | 1 | 3 | 14 | 20 | -6 |
| Olimpia       | 5   | 6 | 1 | 2 | 3 | 11 | 15 | -4 |

| Equipe          | Pts | J | V | E | D | GP | GC | SG |
| --------------- | --- | - | - | - | - | -- | -- | -- |
| Vélez Sarsfield | 9   | 6 | 2 | 3 | 1 | 6  | 3  | +3 |
| Deportivo Cali  | 9   | 6 | 3 | 0 | 3 | 4  | 8  | -4 |
| River Plate     | 8   | 6 | 2 | 2 | 2 | 8  | 8  | 0  |
| Once Caldas     | 7   | 6 | 2 | 1 | 3 | 7  | 6  | +1 |

Legenda: (C) casa; (F) fora

## Partida de ida
Apostando num esquema mais ofensivo, o Palmeiras foi à Colômbia para a primeira partida e disputou um jogo muito acirrado. O time brasileiro teve dificuldades para criar oportunidades no primeiro tempo, pois duas das principais válvulas de escape do time, os laterais Arce e Júnior, não faziam boa partida. Enquanto o Palmeiras tentava levar perigo em jogadas de bola parada resistindo à pressão, quem abriu o placar foi o Deportivo, aos 42, após jogada de Candelo que Bonilla escorou de cabeça, dentro da pequena área, para abrir o placar para a equipe colombiana.
No segundo tempo, o técnico Luiz Felipe Scolari promoveu alterações no setor ofensivo, trocando Oséas, que não fazia boa partida, por Evair. Entretanto, a mudança não surtiu efeito e o Palmeiras continuou tendo problemas para criar jogadas. Novamente na bola parada, o Palmeiras teve sua melhor chance na partida com o lateral-direito Arce, que acertou o travessão colombiano aos 15.
Com o andar da partida, ambos os times foram cansando e as chances que apareceram na primeira etapa foram mais escassas durante o segundo tempo. No fim, o placar terminou com a vitória do Deportivo Cali pela contagem mínima.
Irritado com a derrota, Scolari apontou que o Palmeiras fez um jogo fraco e aquém do esperado, afirmando que o time palestrino deveria ter criado mais jogadas. Em entrevista ao documentário 1999 - O ano em que o PALMEIRAS conquistou a AMÉRICA, gravado em 2019, o atacante Paulo Nunes afirmou que, em conversa com o técnico após a partida, tinha convicção que o título viria para o Palestra Itália.
| “ | "O Felipão veio conversar comigo [após a partida] (...) e queria saber de mim o que eu tinha achado [do resultado]. Eu falei: "Felipão, esse título é nosso."" | ” |
|   | — Paulo Nunes, atacante do Palmeiras em 1999, no documentário 1999 - O ano em que o PALMEIRAS conquistou a AMÉRICA.                                            |   |

### Detalhes
| 2 de junho de 1999 | Deportivo Cali | 1 – 0     | Palmeiras | Olímpico Pascual Guerrero, Cali |
| 20:10 (UTC−5)      | Bonilla 42'    | Relatório |           | Árbitro: CHI Mario Sánchez      |

| Deportivo Cali | Palmeiras |

| G              | 1  | Rafael Dudamel    |     |     |
| LD             | 14 | John Pérez        |     |     |
| Z              | 23 | Mario Yepes       | 58' |     |
| Z              | 25 | Andrés Mosquera   |     |     |
| LE             | 20 | Gerardo Bedoya    |     |     |
| M              | 4  | Alexander Viveros |     |     |
| M              | 21 | Martín Zapata     |     |     |
| M              | 17 | Mayer Candelo     |     |     |
| A              | 11 | Giovanni Córdoba  |     |     |
| A              | 9  | Victor Bonilla    |     | 73' |
| A              | 7  | Carlos Castillo   |     | 80' |
| Substitutos:   |    |                   |     |     |
| G              | 22 | Fabián Domínguez  |     |     |
| Z              | 3  | Freddy Hurtado    |     |     |
| Z              | 5  | Manuel Valencia   |     |     |
| M              | 6  | Hermán Gaviria    |     |     |
| M              | 13 | Miguel Marrero    | 80' | 73' |
| A              | 16 | Emiliano Rey      |     | 80' |
| A              | 24 | Wilson Cano       |     |     |
| Treinador:     |    |                   |     |     |
| José Hernández |    |                   |     |     |

| G                   | 12 | Marcos         |     |     |
| LD                  | 2  | Francisco Arce | 78' |     |
| Z                   | 3  | Júnior Baiano  |     |     |
| Z                   | 5  | Roque Júnior   |     |     |
| LE                  | 6  | Júnior         |     |     |
| M                   | 8  | César Sampaio  |     |     |
| M                   | 16 | Rogério        | 19' |     |
| M                   | 10 | Alex           |     | 71' |
| M                   | 11 | Zinho          | 51' | 83' |
| A                   | 7  | Paulo Nunes    |     |     |
| A                   | 9  | Oséas          |     | 47' |
| Substitutos:        |    |                |     |     |
| G                   | 22 | Sérgio         |     |     |
| Z                   | 23 | Agnaldo        |     |     |
| LE                  | 21 | Rubens Júnior  |     |     |
| M                   | 18 | Jackson        |     |     |
| M                   | 25 | Galeano        |     | 83' |
| A                   | 17 | Evair          |     | 47' |
| A                   | 24 | Euller         |     | 71' |
| Treinador:          |    |                |     |     |
| Luiz Felipe Scolari |    |                |     |     |

## Partida de volta
Catorze dias depois, as duas equipes voltaram a campo para a partida decisiva. Contando com um Palestra Itália abarrotado e com os 32 mil ingressos disponíveis vendidos em oito horas, o Palmeiras precisava de uma vitória de dois gols de diferença para ganhar o título, ou pelo menos vencer por um gol para levar a disputa para os pênaltis.

### Primeiro tempo

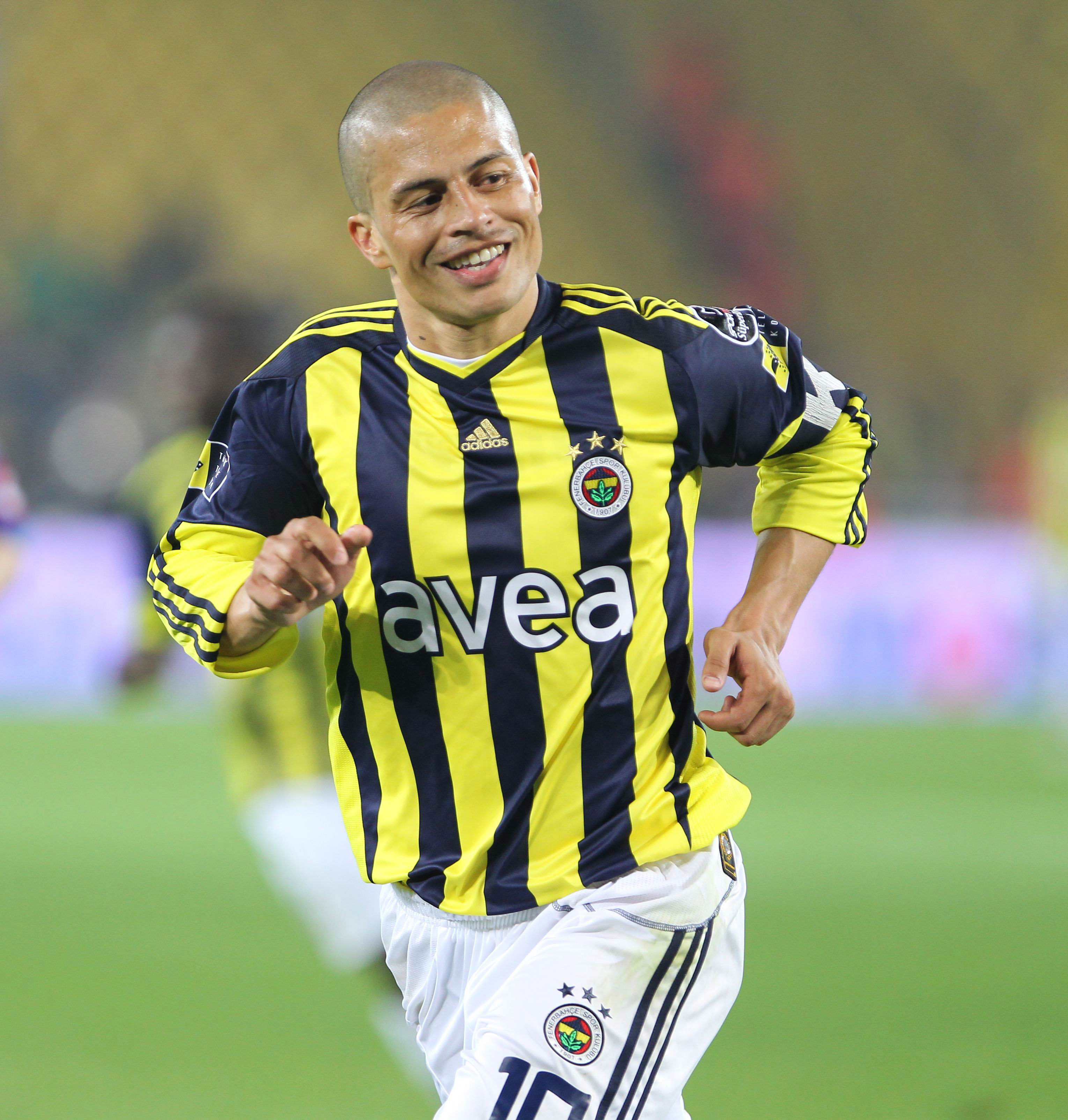
O meia Alex teve duas grandes chances para abrir o placar de cabeça no primeiro tempo.

O Palmeiras começou a partida em casa em ritmo acelerado, como fez durante todo o torneio. Uma das principais estratégias do time palestrino para a partida foram as bolas aéreas, já que o goleiro Dudamel era conhecido por ser fraco pelo alto. Desta forma, as melhores chances criadas pelo Palmeiras no primeiro tempo surgiram com Alex, que, em duas oportunidades, recebeu cruzamento da direita e desviou de cabeça com Dudamel batido, mas em ambas a bola foi para fora. Outras chances criadas foram com o atacante Oséas, que chegou a marcar um gol mas estava impedido, e o zagueiro Roque Júnior, que aproveitou cobrança de Arce suspendida na área colombiana e testou a bola no pé da trave direita de Dudamel.
Do outro lado, o Deportivo Cali abusava das faltas (17 só no primeiro tempo), mas não se limitava apenas a se defender e chegava com certo perigo ao ataque. Em um lance, o sempre perigoso Bonilla recebeu passe de Betancourth, invadiu a área e finalizou, mas o goleiro Marcos conseguiu fazer a defesa e evitar o gol dos visitantes.
Justificando a estratégia, o Palmeiras terminou os primeiros 45 minutos com quinze bolas levantadas na área colombiana. Entretanto, apesar de movimentada, a primeira etapa terminou sem gols para ambos os lados.

### Segundo tempo
Com as duas equipes voltando sem alterações para a segunda etapa, o Palmeiras continuava atacando o adversário, que, assim como no primeiro tempo, continuava cometendo diversas faltas para travar o jogo e fazer o relógio andar. Aos 10, o Palmeiras conseguiu levar perigo em jogada organizada na esquerda pelo volante César Sampaio, até chegar a Paulo Nunes, que finalizou para grande defesa de Dudamel. No minuto seguinte, Felipão fez a primeira alteração no time: saiu o lateral Arce para a entrada do atacante Evair. O volante Rogério foi jogar na lateral-direita; desta forma, o Palmeiras abandonava o 4–4–2 habitual e mudou seu esquema para um mais ofensivo 4–3–3.
Aos 17, o Palmeiras finalmente abriu o placar: Rogério cruzou a bola no segundo pau para Paulo Nunes, que a desviou para dentro da pequena área na direção de Oséas; em disputa aérea com o centroavante, o zagueiro Yepes usou o braço esquerdo para afastar a bola. O árbitro paraguaio Ubaldo Aquino imediatamente apontou pênalti, convertido por Evair, que deslocou Dudamel, cobrando no canto direito.
Entretanto, a alegria palestrina não demorou para ser interrompida: aos 23, o lateral Bedoya recebeu passe de Betancourth pela esquerda, e foi derrubado pelo zagueiro Júnior Baiano dentro da área. Pênalti que o volante Zapata cobrou e empatou a partida.

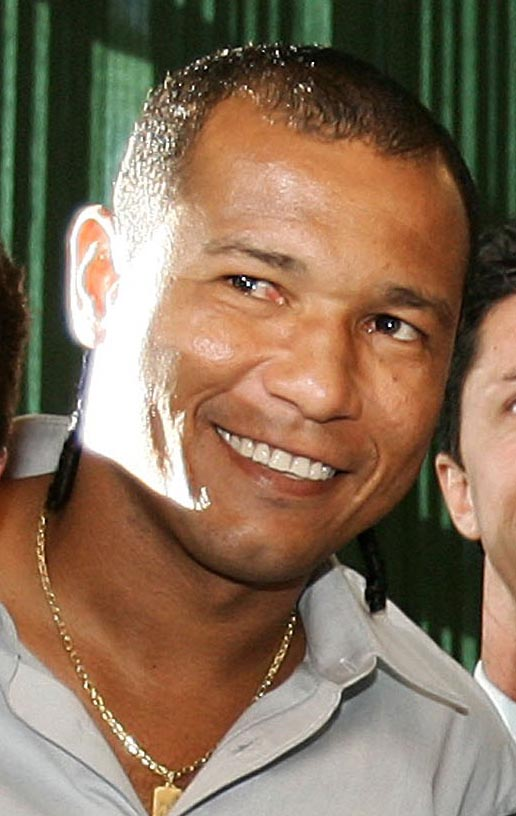
O atacante Oséas fez o gol que botou o Palmeiras novamente em vantagem na partida. O resultado levava a decisão para os pênaltis.

Tanto o Palmeiras quanto o estádio sentiram o gol por alguns minutos, mas após duas chances criadas por Alex e Evair, o estádio novamente voltou a pulsar e a torcida voltou a ficar esperançosa pelo segundo gol. Aos 29, Felipão promoveu então mais uma alteração ao tirar Alex e colocar o atacante Euller para ajudar nas jogadas de velocidade e furar a retranca colombiana. E deu certo: no minuto seguinte, triangulação entre o lateral-esquerdo Júnior, Euller e o meia Zinho, que devolveu para o lateral, que já estava dentro da área; este, por sua vez, bateu cruzado e o atacante Oséas escorou para o gol, colocando novamente o time brasileiro na frente.
O Alviverde continuava indo ao ataque na busca do terceiro gol, mas, apesar dos ataques serem criados, estes eram finalizados de forma desordenada. O Deportivo Cali, por outro lado, não queria saber mais de jogo, cometendo, como de praxe, diversas faltas, fazendo muita cera para esfriar o jogo e enervar os jogadores palmeirenses. Aos 34, o time colombiano ficou com um a menos, após o zagueiro Mosquera ser expulso por cometer falta dura em Oséas ao disputar uma bola aérea no meio de campo. O jogo então virou ataque contra defesa, mas a zaga do Deportivo e o goleiro Dudamel conseguiram manter o placar pela diferença mínima nos minutos finais.
O árbitro Ubaldo Aquino deu 5 minutos de acréscimo. Aos 49, em lance confuso, o atacante Evair foi expulso após, segundo o árbitro, agredir o lateral Bedoya. Logo após a expulsão, o paraguaio finalizou a partida, que foi para a disputa de pênaltis.

### Pênaltis
Sem poder contar com três dos melhores cobradores do elenco (Alex, Arce, e Evair), o Palmeiras abriu as cobranças, que foram no gol norte do Palestra Itália, com o meia Zinho, também um dos cobradores de melhor aproveitamento. O meia cobrou forte, entretanto, exagerou na altura e chutou a bola no travessão, silenciando o estádio.
| “ | "Bati do meu jeito, cruzado, forte, só que foi forte até demais (...) explodiu no travessão que foi um silêncio no Parque Antarctica (...) segundos de silêncio. A gente continuou escutando a trave [balançando]"" | ” |
|   | — Zinho, meia do Palmeiras em 1999, no documentário 1999 - O ano em que o PALMEIRAS conquistou a AMÉRICA. |   |

Logo após, o goleiro Dudamel converteu a sua cobrança, botando o Deportivo Cali em vantagem. Os zagueiros palmeirenses Júnior Baiano e Roque Júnior também converteram as suas, assim como Gaviria e Yepes, que mantiveram a vantagem para os colombianos.
O volante Rogério deixou tudo igual em cobrança no ângulo direito. A torcida começou a gritar "fora!" para desconcentrar o próximo batedor do Deportivo, o lateral Bedoya, e aparentemente deu certo: a forte cobrança carimbou o pé da trave esquerda de Marcos, raspou levemente no goleiro e foi em direção à linha lateral. O Palmeiras estava de volta à disputa.
No último pênalti palmeirense, Euller converteu a sua cobrança chutando no canto direito de Dudamel, colocando o time palestrino pela primeira vez em vantagem e dependendo só de um erro do Deportivo no último pênalti colombiano para ser campeão. Novamente a torcida gritou "fora!", e o volante Zapata, que havia convertido seu pênalti no tempo complementar chutando no canto esquerdo, resolveu inverter o lado e buscou o canto direito, mas desperdiçou a cobrança chutando para fora, à direita do gol, finalizando a disputa em 4x3 e selando a conquista da Libertadores pelo Alviverde pela primeira vez em sua história.

### Detalhes
| 16 de junho de 1999 | Palmeiras                   | 2 – 1                   | Deportivo Cali   | Palestra Itália, São Paulo                 |
| 20:10 (UTC−5)       | Evair 65' (pen) · Oséas 76' | Relatório Globo Esporte | 70' (pen) Zapata | Público: 32,000 Árbitro: PAR Ubaldo Aquino |

|                                                 |       | Penalidades                         |  |
| Zinho Júnior Baiano Roque Júnior Rogério Euller | 4 – 3 | Dudamel Gaviria Yepes Bedoya Zapata |  |

| Palmeiras | Deportivo Cali |

| G                   | 12 | Marcos         |       |     |
| LD                  | 2  | Francisco Arce |       | 57' |
| Z                   | 3  | Júnior Baiano  | 55'   |     |
| Z                   | 5  | Roque Júnior   |       |     |
| LE                  | 6  | Júnior         |       |     |
| M                   | 8  | César Sampaio  |       |     |
| M                   | 16 | Rogério        |       |     |
| M                   | 10 | Alex           | 39'   | 74' |
| M                   | 11 | Zinho          | 67'   |     |
| A                   | 7  | Paulo Nunes    |       |     |
| A                   | 9  | Oséas          |       |     |
| Substitutos:        |    |                |       |     |
| G                   | 22 | Sérgio         |       |     |
| Z                   | 4  | Cléber         |       |     |
| LE                  | 21 | Rubens Júnior  |       |     |
| M                   | 18 | Jackson        |       |     |
| M                   | 25 | Galeano        |       |     |
| A                   | 17 | Evair          | 90+4' | 57' |
| A                   | 24 | Euller         |       | 74' |
| Treinador:          |    |                |       |     |
| Luiz Felipe Scolari |    |                |       |     |

| G              | 1  | Rafael Dudamel    | 88' |     |
| LD             | 14 | John Pérez        |     | 83' |
| Z              | 23 | Mario Yepes       |     |     |
| Z              | 25 | Andrés Mosquera   | 79' |     |
| LE             | 20 | Gerardo Bedoya    |     |     |
| M              | 4  | Alexander Viveros |     |     |
| M              | 21 | Martín Zapata     | 61' |     |
| M              | 17 | Mayer Candelo     |     | 60' |
| M              | 8  | Arley Betancourth | 35' |     |
| A              | 11 | Giovanni Córdoba  | 21' | 80' |
| A              | 9  | Victor Bonilla    |     |     |
| Substitutos:   |    |                   |     |     |
| G              | 22 | Fabián Domínguez  |     |     |
| Z              | 3  | Freddy Hurtado    | 72' | 60' |
| Z              | 5  | Manuel Valencia   |     | 80' |
| M              | 6  | Hermán Gaviria    |     | 83' |
| M              | 13 | Miguel Marrero    |     |     |
| A              | 7  | Carlos Castillo   |     |     |
| A              | 24 | Wilson Cano       |     |     |
| Treinador:     |    |                   |     |     |
| José Hernández |    |                   |     |     |

## Pós-jogo e reações

### Palmeiras
Com a conquista, o Palmeiras garantiu sua segunda conquista continental da história até então, após a Copa Mercosul de 1998. Também se classificou para a Copa Intercontinental de 1999, em Tóquio, onde enfrentou o Manchester United. O título tornou o Palmeiras o sétimo clube brasileiro a vencer a Libertadores, e o terceiro título brasileiro consecutivo na competição, fato inédito até então.
Em premiações, o clube recebeu da CONMEBOL um valor por volta de R$1,5 milhão. Cada jogador e integrante da comissão técnica recebeu o equivalente a R$55 mil. O goleiro Marcos foi eleito o melhor jogador do torneio. Antes dessa edição, nenhum goleiro havia sido coroado com tal prêmio.
No documentário 1999 - O ano em que o PALMEIRAS conquistou a AMÉRICA, de 2019, vários protagonistas do título derão suas opiniões sobre a conquista:
| “ | "[O time] sofreu muito pra ganhar aquela competição. (...) Quando [ganhamos], foi uma descarga de adrenalina e [uma sensação] de dever cumprido (...) que é a melhor coisa que existe." | ” |
|   | — Marcos, goleiro do Palmeiras em 1999. |   |

| “ | "[Quando a disputa de pênaltis acabou], saí correndo igual a um doido. Nós almejamos, queríamos aquilo [o título]. (...) Conseguimos, graças a Deus." | ” |
|   | — Oséas, atacante do Palmeiras em 1999. |   |

| “ | "[Dizem] que é uma das taças mais leves que já levantei, porque pesada foi a trajetória até chegar [à final]. É um título muito importante pra gente." | ” |
|   | — César Sampaio, volante e capitão do Palmeiras em 1999.                                                                                               |   |

| “ | "Eu não tenho dúvidas que a torcida do Palmeiras empurrou aquela bola [o pênalti de Zapata] para fora." | ” |
|   | — Mauricio Galiotte, presidente do Palmeiras na época que o documentário foi gravado.                   |   |

### Deportivo Cali

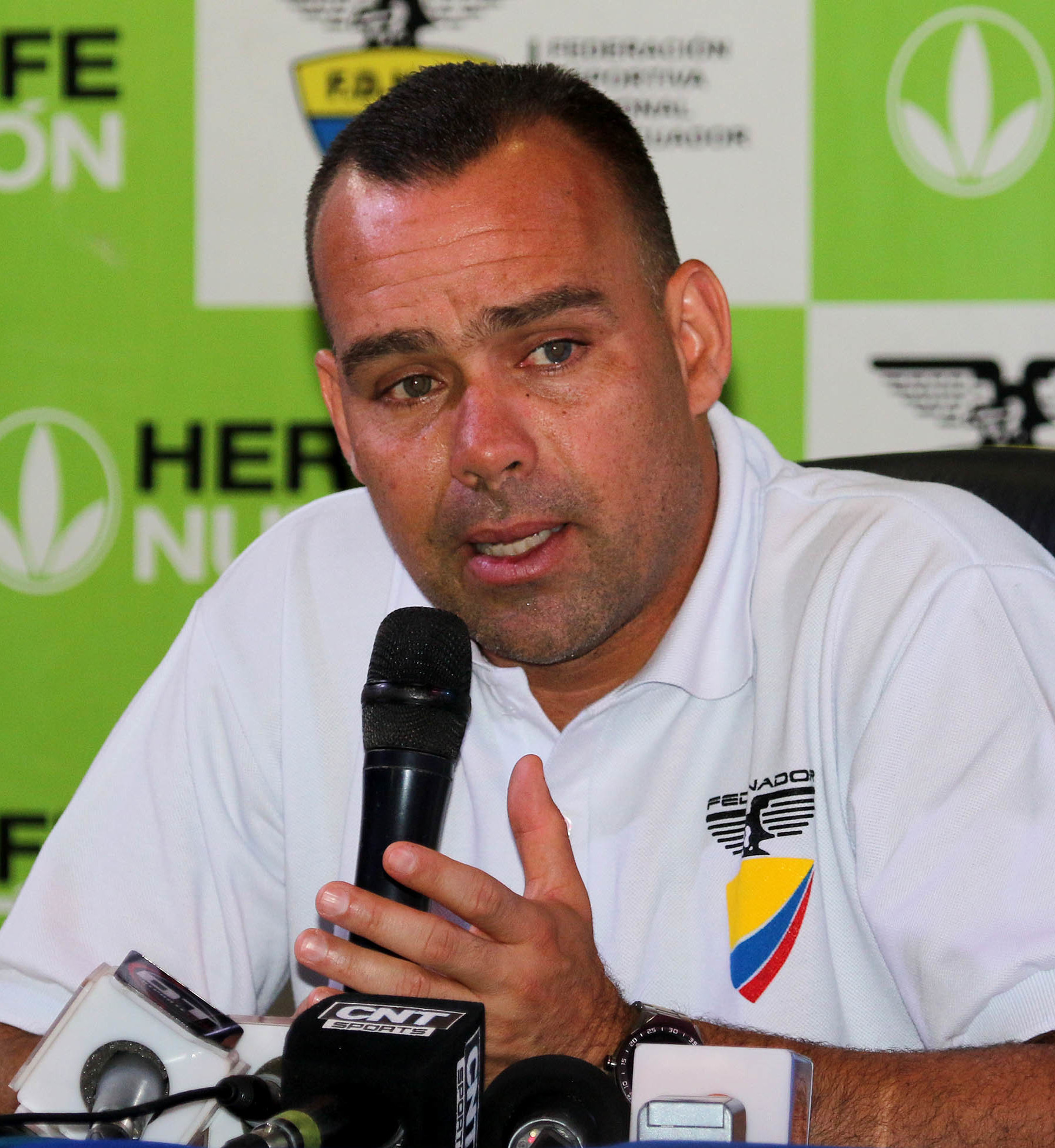
O goleiro Rafael Dudamel foi um dos destaques do Deportivo Cali na campanha de 1999.

No cenário sul-americano, esta foi, até o momento, a última grande aparição do Deportivo Cali. O time colombiano obteve sucessos nacionais sendo campeão do Campeonato Colombiano em 2005 e 2015, e da Copa Colômbia em 2010, mas na Libertadores, o mais longe que chegou foi nas quartas-de-final da edição de 2004, onde foi eliminado pelo River Plate. Na Copa Sul-Americana, sua melhor aparição foi na edição de 2018, onde foi eliminado pelo Santa Fe, também nas quartas-de-final.
Em 2019, o goleiro Rafael Dudamel, em entrevista à ESPN, disse que foi "maluco, mas valente" ao se candidatar para ser o primeiro cobrador do Deportivo na final.